# Omadacycline
Omadacycline (trước đây gọi là PTK-0796)  là một loại kháng sinh phổ rộng thuộc phân nhóm aminomethylcycline  của kháng sinh tetracycline. Tại Hoa Kỳ, nó đã được phê duyệt vào tháng 10 năm 2018 để điều trị viêm phổi do vi khuẩn mắc phải tại cộng đồng và nhiễm trùng cấu trúc da cấp tính.

## Nghiên cứutrong ống nghiệm
Các nghiên cứu in vitro đã chỉ ra rằng omadacycline có hoạt tính chống lại một loạt các mầm bệnh gram dương và gram âm chọn lọc. Omadacycline có hoạt tính in vitro mạnh đối với các vi khuẩn hiếu khí gram dương bao gồm Staphylococcus aureus (MRSA) kháng methicillin, Streptococcus pneumoniae kháng đa thuốc và <i id="mwHA">Enterococcus</i> kháng vancomycin. Omadacycline cũng có hoạt tính kháng khuẩn chống lại các aerobes gram âm phổ biến, một số vi khuẩn kỵ khí và các vi khuẩn không điển hình như Legionella và Chlamydia. Hoạt động này được chuyển thành hiệu quả mạnh mẽ đối với omadacycline trong mô hình nhiễm trùng hệ thống in vivo ở chuột thí nghiệm.
Các nghiên cứu in vitro và in vivo bổ sung về chuyển hóa, sắp xếp và tương tác thuốc của omadacycline cho thấy omadacycline ổn định về mặt chuyển hóa (nghĩa là không trải qua quá trình biến đổi sinh học đáng kể) và không ức chế cũng không tương tác với các enzyme chuyển hóa hoặc vận chuyển.

## Cơ chế hoạt động
Cơ chế hoạt động của omadacycline tương tự như các tetracycline khác - ức chế tổng hợp protein của vi khuẩn. Omadacycline có hoạt tính chống lại các chủng vi khuẩn biểu hiện hai dạng kháng tetracycline chính (bảo vệ efflux và bảo vệ ribosome).